# Lilla Skarvdörrssjön
Lilla Skarvdörrssjön är en sjö i Bergs kommun i Härjedalen och ingår i Neans huvudavrinningsområde. Sjön har en area på 0,199 kvadratkilometer och ligger 1 029,7 meter över havet.

## Delavrinningsområde
Lilla Skarvdörrssjön ingår i det delavrinningsområde (698089-131118) som SMHI kallar för Utloppet av Lilla Skarvdörrssjön. Medelhöjden är 1 076 meter över havet och ytan är 1,02 kvadratkilometer. Räknas de 2 avrinningsområdena uppströms in blir den ackumulerade arean 13,39 kvadratkilometer. Vattendraget som avvattnar avrinningsområdet har biflödesordning 2, vilket innebär att vattnet flödar genom totalt 2 vattendrag innan det når havet efter 30 kilometer. Avrinningsområdet består mestadels av kalfjäll (79 procent). Avrinningsområdet har 0,2 kvadratkilometer vattenytor vilket ger det en sjöprocent på 19,5 procent.